# عاطفه ملکی‌جو
عاطفه ملکی‌جو نویسندهٔ ایرانی کتاب‌های کودک و نوجوان است.
تصویرگری کتاب «خواهرم پرنده شد»، به نگارش بابک نیک‌طلب، از اوست.

## جوایز
کتاب احمد آقا از آثار او که در سال ۱۳۹۳ از سوی نشر باغ آبی منتشر شد، در فهرست کلاغ سفید (۲۰۱۵) قرار گرفت.